# 暴雨驕陽 (香港電影)
《暴雨驕陽》是1994年上映的一部香港劇情片，由張同祖執導，以台灣十大槍擊要犯劉煥榮為題材及以校園生活為借鏡的電影。劇中主要描寫一名改邪歸正的黑社會大哥張志榮(任達華飾)進入校園任教春風化雨的過程，他的妻子小紅(袁詠儀飾)雖屬黑社會，也逐漸對阿榮改邪歸正的行為轉為支持。兩人在一陣分分合合後，小紅終於接受了阿榮的求婚，但兩人卻在一場槍戰中為保護對方及自己的學生而雙雙喪生，原本叛逆的學生劉家杰(鄧一君飾)亦在兩人的感化下變成一名認真善良的好學生。

## 劇情提要
主角張志榮(劇稱阿榮)，為了槍殺金少以替自己的同門兄弟報仇，而目睹一起娃娃車翻覆的事故，阿榮在危綽之時成功槍殺了金少，但也無能救到車中的女教師，阿榮深受女教師(羅慧娟飾)奮不顧身拯救幼童的情操所感動，因而下定決心洗心革面、金盆洗手。
出獄後的阿榮嘗試應徵工作，但卻四處碰壁，直到他到一家私立中學去應徵教學組長才被校長錄用，原本的老師在受不了放牛班學生長期的惡作劇而辭職，阿榮理所當然的當上了正職老師，起初他經常遭到小杰一行人的惡意捉弄，也因小紅的處事不當而與學生們發生了許多誤會，但阿榮總是以德報怨，化解了一次次的衝突，也因責怪小紅的衝動之舉而起了心結。
直到有一天，小杰幫中的哥兒們老虎及四哥等人與其他幫派因毒品的利益發生衝突，在幫派鬥毆時，老虎卻自行逃之夭夭，莫管小杰一行人死活，在千鈞一髮之際，張老師及時出現捨身救了小杰，因此也讓小杰一行人當成了偶像看待。自從那天起，班上的秩序融洽了許多，學生們不再惡作劇了，認真的上課、考試，連校長都豎起大拇指表揚他的教學模式。而阿榮在酒店真心誠意的告白及解釋後，也獲得了小紅的諒解。
老虎一行人見小杰見風轉舵而心懷不甘，於是搜羅張老師過去的黑道背景供傳媒大肆報導而陷害他，校長在教育界的壓力下被迫開除張老師。學生們固然不捨，在與張老師在校園內最後的談話中，大家了解了阿榮為何成為一名好老師的動機，也因此小杰對老虎一行人的行徑更加痛恨，決心到遊戲機場找老虎談判。阿榮及小紅得知此消息也趕到現場，不料遇上幫派因毒品交易糾葛爆發槍戰，小紅和阿榮分別為了保護自己的愛人及學生雙雙喪生於戰場中，而僥倖存活的小杰也因此領悟到了人生的意義而改邪歸正，並也將這股善念傳給學弟妹們....

## 角色
- 任達華飾 張志榮。

初登場時為一角頭大哥，但後來洗心革面蛻變成一名教學相長的好老師，凡事均將學生和女友擺第一位。
- 袁詠儀飾 小紅。

張志榮女友，不顧一切深愛著自己的丈夫，凡事處處為他設想，在片尾槍戰中更為他壯烈犧牲。
- 程東飾 老虎。

旺角地區的混混，以金錢拉攏小杰，最後被四哥黑吃黑擊斃。
- 鄧一君飾 劉家杰。

劇中的叛逆期學生，平時在學校喜歡惡作劇作弄老師及主任，後來更一度加入黑幫，幸好在阿榮的親身示範下逐漸走回正途。
- 爾冬陞飾 校長。

學校校長，給張志榮工作機會，後來發現張志榮洗心革面做人，除了讓他代替陳老師成為正式班導之外，還在董事會上以自身職位擔保張志榮的為人。
- 陳國新飾 陳老師。

學校老師，常藉口請假離校，後來小紅唆使他離職。
- 羅慧娟飾 幼稚園女老師。

在車禍中不顧自身安危，英勇救出所有受困娃娃車內的孩童，自己卻因爆炸不幸喪生。
- 左頌昇飾 酒客。

劇中的酒客，在小紅跟榮哥嘔氣時候在酒店消費的客人，後來被榮哥教訓。
- 鄭丹瑞飾 酒店員工。

小紅在酒店的朋友，真心關心小紅與榮哥的感情發展。

## 經典台詞
- 張志榮：「黑社會沒有所謂的英雄！」
- 張志榮：「憑人多欺負人少，動不動就拿刀拿槍欺負手無寸鐵的人，這不是英雄，是卑鄙!」
- 張志榮：「殺人不是英雄，救人才是真正的英雄！」

## 電影歌曲
| 曲別   | 歌曲           | 作曲   | 作詞   | 演唱   |
| ------ | -------------- | ------ | ------ | ------ |
| 主題曲 | 《你是我未來》 | 方樹樑 | 向雪懷 | 湯寶如 |

## 取材
- 開頭段取自於1992年發生在台灣的健康幼稚園火燒車事件，羅慧娟於該劇之角色地位相當於林靖娟。

## 外部連結
- 開眼電影網上《暴雨驕陽》的資料（繁體中文）
- 香港影庫上《暴雨驕陽》的資料（繁體中文）
- 时光网上《暴雨驕陽》的資料（简体中文）
- 豆瓣电影上《暴雨驕陽》的資料 （简体中文）
- 爛番茄上《暴雨驕陽》的資料（英文）
- 互联网电影数据库（IMDb）上《暴雨驕陽》的资料（英文）